# 제18사단 (베트남 공화국)
제18보병사단(Sư đoàn 18 Bộ binh)은 베트남 공화국군 제3군단 소속의 사단이다. 베트남 전쟁 시기 미국 군사원조 사령부는 제18사단의 규율이 엉망이라며 부정적으로 평가받았다. 그러나 1975년, 제18사단은 베트남 공화국의 멸망 직전 치러진 쑤언록 전투에서 결연하고 집요한 방어를 보여줌으로써 이후 큰 명성을 얻었다. 제18사단 소속 군인들은 사이공 함락 이후 베트남을 통일한 공산정부에 의하여 철저하게 숙청되었다.